# Jama chłonąco-trawiąca
Jama chłonąco-trawiąca, jama gastralna, celenteron (łac. coelenteron) – przestrzeń w ciele jamochłonów (Coelenterata), w której odbywa się wstępne, częściowe trawienie pobieranego pokarmu. Zachodzi ono pod wpływem enzymów wydzielanych przez gruczołowe komórki endodermy wyścielające celenteron. Ostateczny rozkład i przyswajanie pokarmu odbywa się wewnątrz tych komórek. Jama gastralna, nazywana też jamą pokarmowo-naczyniową lub gastro-waskularną, jest tożsama z gastrocelem gastruli i archenteronem. Jest połączona ze środowiskiem zewnętrznym otworem gębowym. Ma postać worka – prostego lub częściowo podzielonego fałdami endodermalnymi na komory, z odchodzącymi od nich kanałami tworzącymi układ naczyniowo–pokarmowy (krążkopławy) lub też może występować w postaci skomplikowanego układu „kieszonek” i kanalików (koralowce).